# Brandberg (berg)
Brandberg (herero: Omukuruvaro), är Namibias högsta berg. Det ligger i Damaraland i nordvästra Namiböknen, nära kusten, och täcker omkring 650 km². Dess högsta topp heter Königstein och når 2 573 meter över havet.
Namnet är på tyska och betyder just brandberg, det kommer av att berget ibland glöder under solnedgången. Namnet på herero betyder "gudarnas berg".
Den närmsta byn är Uis, som ligger ungefär 30 kilometer från berget.